# Port lotniczy Nea Anchialos
Port lotniczy Nea Anchialos (ang. Nea Anchialos National Airport, gr. Κρατικός Αερολιμένας Νέας Αγχιάλου, kod IATA: VOL, kod ICAO: LGBL) – międzynarodowy port lotniczy położony 2 km na południe od Nea Anchialos i około 20 km na południowy zachód od Wolos, w Grecji.

## Linie lotnicze i połączenia
| Linia lotnicza    | Kierunek                             |
| ----------------- | ------------------------------------ |
| Austrian Airlines | Sezonowo: 1. Wiedeń                  |
| EasyJet           | Sezonowo: 1. Londyn-Gatwick          |
| Eurowings         | Sezonowo: 1. Düsseldorf 2. Stuttgart |
| Marabu            | Sezonowo: 1. Monachium               |
| Sky Express       | Sezonowo: 1. Heraklion               |